# Dinero en circulación

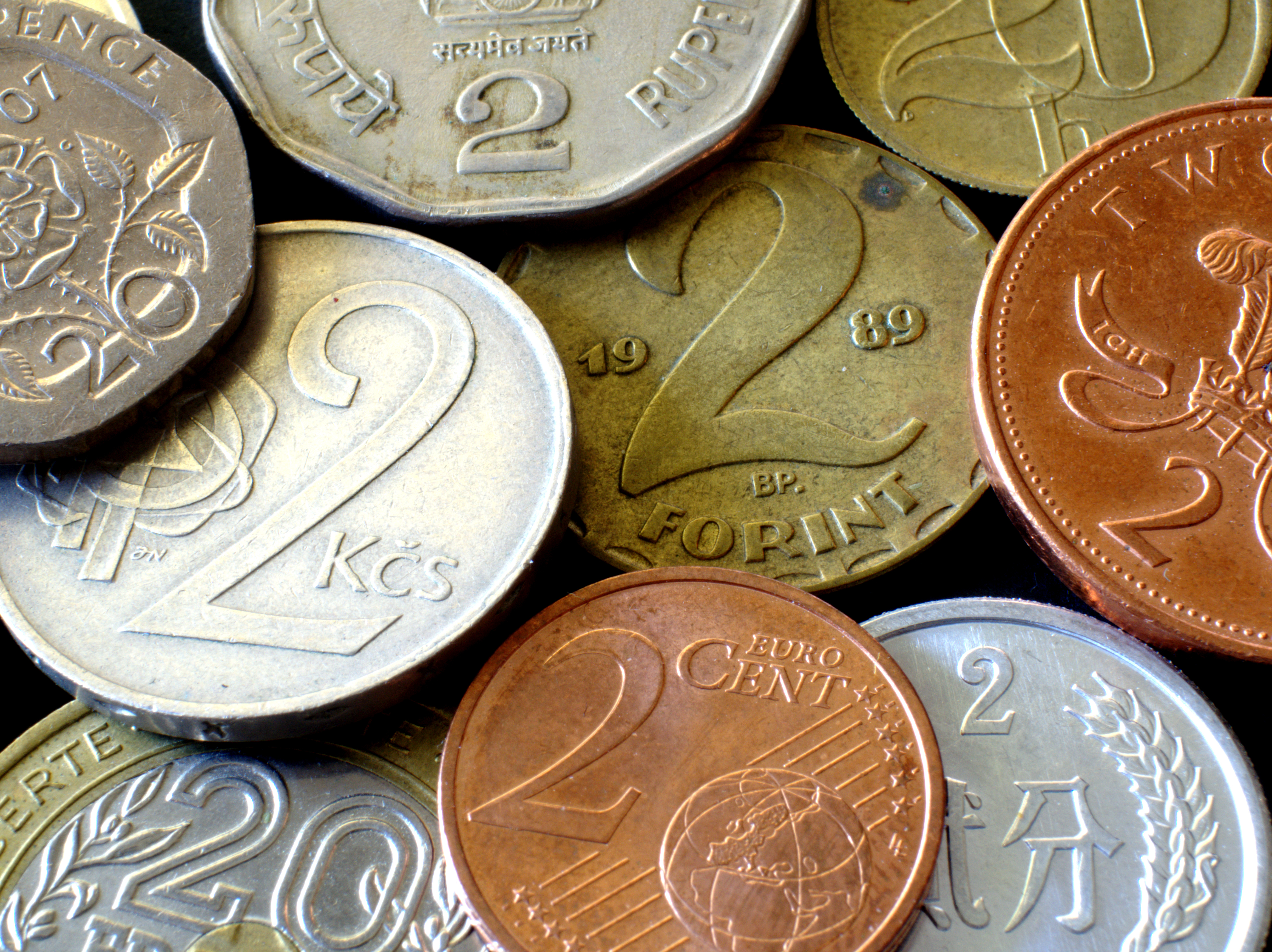
Ejemplo de dinero

La Circulación monetaria o la moneda en circulación de un país es el valor de moneda o dinero en efectivo (billetes y monedas) que ha sido emitido por la autoridad monetaria del país menos la cantidad que ha sido retirada. En términos generales, el dinero en circulación es la masa monetaria total de un país. Esta puede ser definida de varias maneras, pero siempre incluye a las monedas y los billetes y también algunos tipos de cuentas de depósito, como depósitos a la vista.
La cantidad de moneda en circulación publicada tiende a sobreestimarse por una cantidad indeterminada porque no se tiene en cuenta el dinero que ha sido destruido. O el que mantienen algunos inversores como forma de seguridad (el conocido “dinero bajo el colchón”). O el que guardan los coleccionistas de moneda, nacionales o extranjeros. O el que se mantiene reservado dentro del sistema bancario, incluyendo las divisas que mantienen los bancos centrales extranjeros como activo de la reserva internacional.

## Demanda doméstica de moneda
La moneda en la circulación de un país se basa en la necesidad o demanda de dinero efectivo que tiene su comunidad. La autoridad monetaria de cada país (o zona monetaria) es responsable de asegurar que haya el suficiente dinero en circulación como para satisfacer las necesidades comerciales de la economía, y liberar monedas y billetes adicionales cuando haya demanda. 
Los bancos pedirán dinero en efectivo a la autoridad monetaria de manera rutinaria o excepcional para satisfacer la demanda anticipada y lo mantendrán en su reserva. (El regulador bancario normalmente determinará los requisitos de reserva de los bancos, incluida la proporción mínima de activos que los bancos deben mantener en efectivo) Cuando los bancos entiendan que ya no necesitan tanto efectivo en reserva, lo devolverán a la autoridad monetaria. Los bancos, al estar sujetos a las directivas del regulador, tienden a mantener sus reservas de efectivo tan bajas como les sea posible, ya que éstas no generan intereses y ocasionan un costo adicional por mantenerlas seguras (la cantidad  que se saca de la reserva está disponible para prestar con interés). La cantidad necesaria de dinero a la vista varía en función de varios factores. Por ejemplo, en muchos países hay una mayor demanda en la época navideña cuando la actividad comercial es mayor. Además, cuando a los trabajadores se les pagaba en efectivo, había una mayor demanda el día de pago. Puede haber también aumentos repentinos e inesperados en la demanda de efectivo cuando se produce pánicos económicos. Estos pueden derivar en "pánico bancario" cuando las personas tratan de retirar el dinero de sus cuentas bancarias. El efectivo en poder de los bancos se contabiliza como parte de la moneda en circulación.
El dinero en efectivo en manos de particulares y las empresas en la comunidad pueden ser requerido para compras rutinarias o excepcionales o mantenerse en reserva. Hoy en día, una parte grande de las transacciones diarias se efectúan utilizando transferencias electrónicas de fondos, sin uso de dinero en efectivo. Cuando una empresa hace una venta al contado, mantiene el dinero en efectivo  recibido hasta que lo pagua a un tercero o lo deposita en una cuenta bancaria, manteniendo parte de él en su "flotador", para tener cambio para clientes. Una parte significativa del efectivo en circulación se utiliza dentro delmercado negro.

## Reservas de moneda extranjera
Los bancos centrales de muchos países mantienen moneda de otros países en su reserva internacional de cambio, la cual puede incluir billetes, depósitos, vínculos, bonos del tesoro y otros valores del estado. El banco central emisor contabiliza la parte en efectivo como parte de la moneda en circulación.

## Historia
Las colonias americanas o gobiernos llegaron a poner en circulación cartas de crédito.  Estos instrumentos monetarios emitidos por los estados fueron constitucionalmente prohibidos.

## Total de moneda en circulación
En 1990, el total de moneda en circulación en el mundo superó el equivalente de un billón de dólares americanos. 12 años después, en 2002, esta cifra era de dos billones de dólares, y en 2008 había aumentado a cuatro billones. (Estas cifras no tienen en cuenta la inflación o cambios demográficos)
El Banco de Pagos Internacionales proporciona estadísticas detalladas del valor de billetes y monedas de las 18 monedas más importantes utilizadas por los Estados miembros del Comité de Pagos e Infraestructuras de Mercado (CPMI). La tabla de abajo muestra las estadísticas a 31 de diciembre de 2016 en miles de millones de dólares americanos. que utilizan el tipo de cambio al final del año. El valor total es de 4.687.000 millones de dólares.
| País o región  | Miles de millones de dólares americanos | Dólares per cápita |
| -------------- | --------------------------------------- | ------------------ |
| Suiza          | 79.68                                   | 9,516.04           |
| Hong Kong SAR  | 54.16                                   | 7,341.34           |
| Japón          | 915.72                                  | 7,214.21           |
| Singapur       | 29.39                                   | 5,241.81           |
| Estados Unidos | 1,509.34                                | 4,671.03           |
| Zona euro      | 1,217.91                                | 3,579.10           |
| Australia      | 57.71                                   | 2,379.05           |
| Canadá         | 64.40                                   | 1,787.01           |
| Arabia Saudí   | 53.33                                   | 1,677.72           |
| Corea          | 80.48                                   | 1,584.11           |
| Reino Unido    | 93.78                                   | 1,428.55           |
| Rusia          | 145.11                                  | 989.34             |
| Suecia         | 6.88                                    | 688.80             |
| México         | 68.71                                   | 565.17             |
| Turquía        | 35.40                                   | 443.58             |
| Brasil         | 71.23                                   | 345.64             |
| India          | 196.49                                  | 151.26             |
| Sudáfrica      | 7.20                                    | 130.90             |
| CPMI Total     | 4,686.91                                | 1,598.16           |

China no forma parte de este cálculo, pero puede estar por encima del billón de dólares. Alrededor de 160 países no forman parte de este cálculo.